# Sveti Grgur

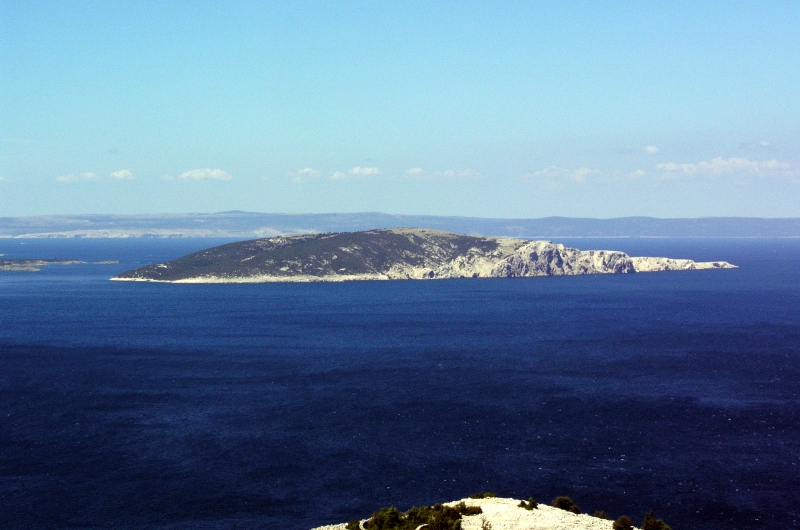
Pohled na ostrov

Sveti Grgur je ostrov v Jaderském moři a zároveň nejsevernější ostrov v chorvatské části Dalmácie. Je jedním z vězeňských ostrovů obklopující ostrov Rab. Dnes je neobydlený. Je součástí občiny Lopar.
Historie vězeňství na ostrově sahá do druhé světové války, kdy zde měly okupační jednotky Německo a Itálie. Na ostrově zbudovali lapač vody (plocha osázená betonovými kvádry o velikosti (d*š*h) 1m*1m*0,5m a celý systém na zásobu pitnou vodou, která se sbírala do 3 nádrží a dopravovala se samospádem do domů. Dále zde zbudovali několik desítek pevnůstek typu Tobruk, mimo jiné na špatně přístupných místech na 100m vysokém spádu. Dále asi 25 domků se dvěma celami-samotkami (velikost cely 2m*3m). Ještě také dům s dieselagragátem, který je dnes v dezolátním stavu. Také 300m promenádu s domy okolo, které sloužily jako jídelna a klubovna, jak vězňům, tak jejich věznitelům. Na konci promenády je honosný dům velitele tábora-vězení. Za Titovy vlády zde museli vězni nanosit kamení a z něho postavit nápis TITO (bíle) a nad ním rudou hvězdu, což byla vyčerpávající práce (bylo to 500m do prudkého kopce). V roce 1989 tábor zanikl a z ostrova je turistická lokace.